# Convoque seu Buda
Convoque seu Buda é o terceiro álbum de estúdio do cantor e compositor brasileiro Criolo, feito em parceria com Daniel Ganjaman e Marcelo Cabral. O álbum traz faixas do gênero rap misturando ritmos como música africana e as letras abordam a realidade social no Brasil e outros temas atuais. O álbum traz participação especial da paulistana Tulipa Ruiz e Juçara Marçal, e cita símbolos do luxo como a blogueira Thassia Naves e MC Lon para criticar o consumismo e a ostentação.
Em sua faixa, Casa de Papelão cita a situação dos grandes centros como o de São Paulo onde enfatiza a especulação imobiliária para tirar o lugar dos moradores das ruas e dos usuários de crack.
Foi eleito o segundo melhor disco nacional de 2014 pela Rolling Stone Brasil.

## Distribuição
Assim como o álbum antecessor, Nó na Orelha, o disco foi disponibilizado na íntegra em diversos meios, como Youtube, SoundCloud e Facebook.

## Realização
O álbum foi realizado com apoio do Programa de Ação Cultural da Secretaria de Estado da Cultura, teve patrocínio da Petrobrás e também sera distribuído na Europa e nos Estados Unidos.

## Produção
Gravado por Daniel Ganjaman no Estúdio El Rocha (São Paulo), o álbum foi mixado nos Estados Unidos por Mario Caldato, no MCJ Studios (Los Angeles) - exceto pela música "Duas de Cinco", na qual Ganjaman mixou no El Rocha. A masterização do álbum foi realizada por Robert Carranza, em Los Angeles.
Ganjaman foi creditado pela direção artística do album, assim como foi creditado em conjunto com Marcelo Cabral pela produção musical. Ambos produtores foram creditados pelos arranjos de base, exceto pela música "Fermento pra Massa", na qual consta os nomes de: Kiko Dinucci, Rodrigo Campos, Daniel Ganjaman e Marcelo Cabral.
Cabral foi creditado pelo arranjo de cordas do álbum, enquanto Ganjaman foi creditado pelo arranjo de metais de "Pé de Breque". Thiago França foi creditado pelo arranjo de metais da música "Casa de Papelão". 

## Faixas
1. Convoque seu Buda
2. Esquiva da Esgrima
3. Cartão de Visita (Part. Tulipa Ruiz)
4. Casa de Papelão
5. Fermento pra Massa
6. Pé de Breque
7. Pegue pra Ela
8. Plano de Voo (Part. Síntese)
9. Duas de Cinco
10. Fio De Prumo (Padê Onã) (Part. Juçara Marçal)